# Windpfeife

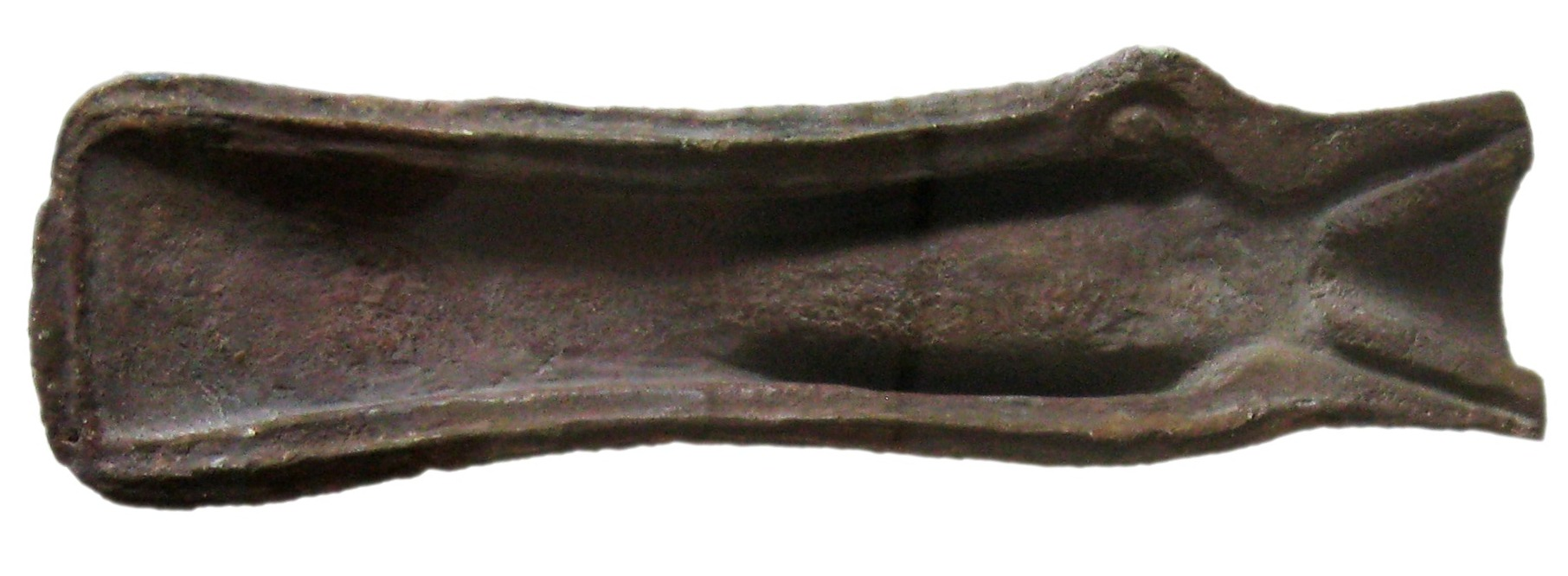
Bronzezeitliche Gussform für ein Lappenbeil: auf der rechten Seite sind neben dem Gusskanal zwei Windpfeifen erkennbar.

Windpfeife (auch Luftpfeife oder Zugloch) bezeichnet einen Kanal in einer Gussform, durch den beim Gießen verdrängte Luft, heiße Gase und Schlacken frei nach oben entweichen können, so dass die Form vollständig ausgefüllt werden kann. Außerdem dienen Windpfeifen als Reservoir (Speiser), aus dem während des Erstarrens gegebenenfalls Material nachsacken kann und zusätzlicher Druck auf die Gussmasse ausgeübt wird. Die durch Windpfeifen entstehenden unerwünschten "Anhängsel" des Gussstücks müssen genau wie Eingusstrichter und Nähte nach dem Entformen durch weitere Bearbeitung entfernt werden.